# الدوري المكسيكي الممتاز 1988-89
الدوري المكسيكي الممتاز 1988-89 (بالإسبانية: Primera División de México 1988-89)‏ هو موسم من الدوري المكسيكي الممتاز. كان عدد الأندية المشاركة فيه 20، وفاز فيه نادي أمريكا.